# 純水器
純水器（じゅんすいき）とは、水道水をはじめとする水の中に含まれる、ナトリウムやカルシウム、マグネシウムなどの陽イオンや、塩素や炭酸といった陰イオンを、イオン交換樹脂の働きで除去して純水を造り出す装置、または器具のことである。
同じくイオン交換樹脂を使って水中の陽イオンのみをナトリウムイオンに置き換える、軟水器（なんすいき）と区別する意味で用いられる。また最近では、意味が拡大解釈されて単に水道水や工業用水などの水から純水を造り出す装置、または器具の意味で用いられることもある。
尚、業界ではイオン交換樹脂を概ね数百リットル以下の容器に入れたものをデミナーと呼ぶが、このうち特に水道水レベルの水から純水を得るためのものであって、現場で薬品を使ったイオン交換樹脂の再生を行わないタイプのものを、他の純水製造装置と区別する意味で特に純水器と称することが多い。

## 原理
純水器は陽イオン交換樹脂（「カチオン樹脂」と呼ばれることが多い）と陰イオン交換樹脂（「アニオン樹脂」と呼ばれることが多い）が１つの容器に混合、または積層されて入っており、水を上から下へ静かに流しながら使用するものが多い。
通過する水の中の、陽イオンを陽イオン交換樹脂が持つ水素イオンに、陰イオンを陰イオン交換樹脂が持つ水酸化物イオンに、それぞれ置き換えてゆくが、容器内の全域でイオンの置き換えが終わるとその働きは失われる。
働きが失われた陽イオン交換樹脂を分離して、強酸である塩酸を通すと、置き換えられた陽イオンを元の水素イオンに戻すことができる。同じく陰イオン交換樹脂を分離して、強塩基である水酸化ナトリウム（苛性ソーダ）を通すと、置き換えられた陰イオンを元の水酸化物イオンに戻すことができる。このようにしてイオン交換樹脂は繰り返し使うことができ、この操作を再生（さいせい）と呼ぶ。
再生は陽イオン交換樹脂と陰イオン交換樹脂とを物理的に分離した上で行う必要があり、また上述の通り強酸や強塩基を必要とするため、こうした作業を行うことが困難な小規模の純水器や一般家庭、ビルなどでは、働きが失われた純水器を容器ごと、再生されたイオン交換樹脂を充填したものと置き換えて、古いものはメーカーが引き取って工場で再生を行う方法が採られる。
また、各メーカーでより効率が良く、薬品使用量の少ない、再生後の水質回復が素早い、再生時間の短い（＝通水を停止する時間が短くて済む。）様々な方法を特許取得して、付加価値を高めて製造販売されている。
イオン交換樹脂が陽イオン側、陰イオン側の片方でも働きを失い始めると、水の電気抵抗値が低下してくるため、純水器にはこれを検知する電気抵抗計（比抵抗計や電気伝導度計などと呼ばれることもあるが、原理は同じである）が付属しているのが普通である。

## 使用目的
水道水を蒸発させると、水に含まれていたナトリウムやカルシウムなどのイオンが析出して白い跡が残る。これを水垢（みずあか）やウォーターマーク、大きく結晶化したものをスケールなどと呼ぶ。水の蒸発が連続したり繰り返されたりするボイラーや加湿器などではこれらが伝熱効率の低下や流路の狭窄など重大な障害をもたらす。
また電子部品や精密機械の洗浄水、精密な実験や分析などに用いる水、更にはバッテリーの補充液などでは、微量の水中のイオン成分が重大なトラブルや品質低下を引き起こす。純水器はこうした問題を解決すべく、主に水道水から純水を造り出すために用いられる。
更に、カルシウムやマグネシウムが多く含まれる水を「硬度が高い」「硬水である」などと言い表すが、こうした水は飲用すると味が悪く、また体力の弱い人では下痢などの症状を起こすことがあるため、純水器を利用してこれらの成分を取り除いておけば、そうした影響を無くすことができる。こうした純水器の飲用用途は本来、水道水の硬度が日本より高い欧米諸国で発達したものである。
詳しくは純水の項を参照されたい。

## 注意
純水器のイオン交換樹脂は、水道水中に含まれる次亜塩素酸に触れると、その酸化力により劣化する場合がある。また水道水には微粒子なども含まれるため、先ず水道水をフィルター、続いて活性炭に通すなどして次亜塩素酸や微粒子などを取り除いてから通水するのがよい。
医療用水や加熱しない食品、飲料の原料などとして純水を用いる場合、純水器のイオン交換樹脂はその内部に細菌が存在しないことを必ずしも保証できないため、水道水を純水器に通した後（前ではない）に精密なフィルターや限外ろ過膜などを通すことで、細菌・ウイルス・パイロジェンなどを除去してやる必要がある。
純水器を海水淡水化に用いることも不可能ではないが、海水は水道水などと比べてイオンの量が桁違いに多いため純水器の寿命が短く、その割に再生に用いる強酸や強塩基によるコストや手間が大きいため、船舶の雑用水など使う淡水の量が僅かでよい場合を除いて、実用的とは言えない。